# Colfax (Washington)
Colfax es una ciudad ubicada en el condado de Whitman en el estado estadounidense de Washington. En el año 2000 tenía una población de 2.844 habitantes y una densidad poblacional de 658,5 personas por km².

## Geografía
Colfax se encuentra ubicada en las coordenadas 46°53′3″N 117°21′49″O / 46.88417, -117.36361.

## Demografía
Según la Oficina del Censo en 2000 los ingresos medios por hogar en la localidad eran de $36.622, y los ingresos medios por familia eran $47.589. Los hombres tenían unos ingresos medios de $32.188 frente a los $26.349 para las mujeres. La renta per cápita para la localidad era de $18.519. Alrededor del 9,3% de la población estaban por debajo del umbral de pobreza.